# عصر الحرية (تاريخ السويد)
عصر الحرية (بالسويدية : Frihetstiden)؛ تجربة طويلة دامت نصف قرن مع نظام برلماني و تعزيز الحقوق المدنية في السويد في الفترة من وفاة كارل الثاني عشر في العام 1718 حتى الانقلاب الذي قام به غوستاف الثالث سنة 1772. كان انتقال السلطة من الملك إلى البرلمان الأثر المباشر لحرب الشمال العظمى الكارثية.
عند استخدام مصطلح «البرلمانية»، تجدر الملاحظة أنه بسويد القرن الثامن عشر لم يكن ثمت أي شكل من الأشكال الديموقراطية المعروفة في القرن العشرين، على الرغم من أن الفلاحين الخاضعين للضريبة كانوا ممثلين في البرلمان، ونفوذهم على نحو غير متناسب صغيرة، في حين لم يكن عامة الناس من غير الخاضعين للضرائب الملكية يملكون حق التصويت مطلقاً.

## الحرب الشمالية العظمى
بعد وفاة ملك السويد كارل الحادي عشر، أصبح ابنه الشاب كارل الثاني عشر ملكًا، وفي عام 1697 أُعلن أنه بلغ سن الحكم، لم يكن قد تجاوز الـ15 عامًا، وتولّى الحكم من الحكومة المؤقتة. كانت الدانمارك وروسيا بصورة رئيسية الدول التي توسعت السويد على حسابها لتصبح قوةً عظمى، وأقامت تحالفًا مع ساكسونيا بعد عامين لتقسيم السويد. بعد نجاحاتٍ أولية، خُفّض عدد الجيش السويدي في النهاية بينما كانت قائمة الأعداء في تزايد. قُتل كارل في حصار قلعة فريدريكشتينس عام 1718، الأمر الذي تلته نهاية معظم الأعمال الحربية. في بداية عام 1719، طُرحت مبادرات سلام على بريطانيا وهانوفر وبروسيا والدانمارك.
حصلت هانوفر بموجب معاهدات ستوكهولم الموقَّعة في 20 فبراير 1719 و1 فبراير 1720 على دوقيّتي بريمن وفيردن، وحصلت حليفتها مملكة بروسيا على بوميرانيا السويدية الجنوبية إضافةً إلى شتيتن،. استعادت السويد بوميرانيا السويدية الشمالية إضافة إلى روغن اللتان كانتا تحت الحكم الدانماركي خلال الحرب. وُقّع السلام أيضًا بين الدانمارك والسويد بموجب معاهدة فريدريكسبورغ في 3 يوليو 1720، واستعادت الدانمارك روغن وأجزاء إضافية من بوميرانيا حتى حدود بِين، واستعادت السويد فيسمار، مقابل تعويض يُقدّر بـ600 ألف ريكسدالر، في حين تدفع السويد رسوم الناصفة وتتخلى عن محميتها في هولشتاين-غوتورب. حُقّق السلام مع روسيا في عام 1721. تخلّت السويد لروسيا عن إنغريا وإستونيا وليفونيا والمقاطعة الفنلندية كيكسهولم وقلعة فيبورغ بموجب معاهدة نيستاد، استعادت السويد فنلندا غرب فيبورغ وشمال كاكيسالمي. وتلقّت أيضًا تعويضًا يُقدّر بمليوني ريكسدالر وتعهّد رسمي بعدم التدخل في شؤونها الداخلية.

## عصر الحرية
في مطلع عام 1720 وفور وفاة كارل الثاني عشر سُمح لشقيقته أولريكا إليونورا التي كانت قد انتُخبت ملكةً على السويد بالتنازل عن العرش لصالح زوجها فريدريك أمير هسن-كاسل، الذي انتُخب ملكًا عام 1720 تحت لقب فريدريك الأول، وكانت السويد في الآونة نفسها قد تحولت إلى أكثر المَلَكيات محدودية، انتقلت كل السلطة إلى الشعب الذي مُثّل من قبل ريكسداغ الطبقات، الذي كان يتألف كما في السابق، من أربع طبقاتٍ مختلفة: النبلاء ورجال الدين والبرجوازية والفلاحين، جعلت المصالح المتضاربة لهذه التجمعات الأربعة المستقلة، التي جلست وأجرت محادثاتٍ بعيدةً عن غيرتهم واشتملت عليها في الآن نفسه، عمل التشريع أمرًا بالغ الصعوبة. لا يمكن لأي إجراء أن يصبح قانونًا حتى ينال موافقة ثلاث من هذه الطبقات الأربع. 
حُكمت كل طبقة من قبل التالمان Talman الخاص بها، أو المتحدث باسمها، الذي بات عندها يُنتخب عند بداية كل جمعية تداولية، غير أن رئيس الأساقفة كان، بحكم المنصب، المتحدث باسم رجال الدين. ترأس اللانتمارسكالك lantmarskalk، أو المتحدث باسم بيت النبلاء، لقاءات الطبقات في المؤتمرات وأيضًا، بفضل منصبه، في اللجنة السرية. امتلكت هذه الهيئة الشهيرة، التي كانت تتألف من 50 من النبلاء و25 من رجال الدين و25 من البرجوازيين وبصورة استثنائية 25 من الفلاحين، خلال جلسة الريكسداغ لا فقط السلطة التنفيذية العليا بل أيضًا السلطة القضائية العليا ووظائف تشريعية. وأَعدّت جميع مشاريع القوانين للريكسداغ، وأنشأت جميع الوزارات وعَزَلتها وتحكمت بالسياسة الخارجية للبلاد وادّعت الحق في الحلول محل محاكم العدل العادية، وغالبًا ما مارست ذلك. إلا أن السلطة التنفيذية بقيتخلال العطلة البرلمانية بين يدي مجلس شورى الملك الذي كان مسؤولًا عن الريكسداغ وحده. 

## القبعات والطواقي
كانت العودة إلى التحالف التقليدي بين فرنسا والسويد سياسة حزب القبعات، حين هبطت السويد إلى موقع قوة من الدرجة الثانية بات التحالف مع فرنسا ترفًا مكلفًا للغاية. أدرك ذلك بوضوح رئيس المحكمة العليا الكونت أرفيد هورن. لذلك، كان حياده الحذر حنكةً سياسية عقلانية. إلا أن السياسيين الذين خَلعوا هورن كانوا يفكرون بشكل مختلف. بالنسبة لهم، كان الازدهار دون مجْد أمرًا عديم القيمة. كانوا يرمون إلى إعادة السويد إلى مكانتها السابقة كقوة عظمى. بطبيعة الحال، أشادت فرنسا بارتياح بصعود فصيل كان قانعًا بأن يكون حامل درعها في الشمال وكانت الجداول الذهبية التي تدفقت من فيرساي إلى ستوكهولم خلال الجيلين التاليين دم الحياة السياسية لحزب القبعات. 
الخطأ الفادح الأول لحزب القبعات كان الحرب المتسرعة والطائشة مع روسيا، بدا أن الانعكاسات الأوروبية الناتجة عن الوفيات المتزامنة تقريبًا لكارل السادس الإمبراطور الروماني المقدس وإمبراطورة روسيا آنا تخدم المخططات المجازفة لحزب القبعات، بالرغم من الاحتجاجات المحمومة لحزب الطواقي، جرى التسرع بمشروع غزو فنلندا الروسية عبر الريكسداغ السابق لأوانه لعام 1740. في 20 يوليو 1741 أُعلنت الحرب رسميًا على روسيا، بعد شهر حُلّت الجمعية التداولية وانطلق اللانتمارسكالك إلى فنلندا بهدف تولّي قيادة الجيش. لم توجَّه الضربة الأولى سوى بعد 6 أشهر على إعلان الحرب، وكان العدو، الذي هزم السويديين في فنلندا في معركة لابينرانتا واستولى على القلعة الحدودية، هو من وجّهها. لم تجرِ أية مواجهة أخرى على أي من الجانبين لستة أشهر، وعندها أقام الجنرالات السويديون «هدنةً ضمنية» مع الروس من خلال وساطة السفير الفرنسي في سان بيترسبرغ. في الوقت الذي وصلت فيه «الهدنة الضمنية» إلى نهايتها كانت معنويات القوات السويدية في أدنى مستوياتها مما جعل محض شائعة عن هجوم عدواني ترغمهم على الانسحاب مذعورين إلى هلسنكي، وقبل نهاية العام كانت فنلندا بين يدي الروس. خلال الحرب كان الأسطول السويدي، الذي أعاقه وباء، أشبه بمستشفى عائم. 
لمواجهة ريكسداغ بحرب أثقلت ضمائرهم كهذه أُجريت محاكمة تملّص منها حزب القبعات، إلا أنهم أظهروا أنفسهم كبرلمانيين بارعين أكثر من كونهم استراتيجيين عسكريين. جرى التحايل بحنكة على إجراء تحقيق في مسار الحرب بطرح مسألة الخلافة كمسألة ذات أهمية كبرى. كانت ملكة السويد أولريكا إليونورا قد توفيت قبل فترة قصيرة دون أن تنجب أولادًا وكان الملك فريدريك متقدمًا في السن، وبناء على ذلك افتُتحت المفاوضات مع الإمبراطورة الروسية الجديدة إليزابيث التي وافقت على استعادة الجزء الأعظم من فنلندا إذا انتُخب قريبها أدولف فريدريك، وريثًا للتاج السويدي. انتهز حزب القبعات بحماسة فرصة استرداد الأراضي المسروقة واسترداد هيبتهم معه،. بموجب معاهدة آبو في 7 مايو 1743 قُبلت شروط الإمبراطورة واحتفظت روسيا بذلك الجزء الصغير فقط من فنلندا الذي يقع وراء نهر كيمي. في مارس 1751 توفّي الملك فريدريك المتقدم في السن. تضاءلت امتيازاته الهزيلة بصورة تدرجية حتى تلاشت في النهاية. 

### أرفيد هورن
لم يكن ثمة مكان في الدستور الجمهوري السويدي لملكية دستورية بالمعنى الحديث للكلمة. 
كانت الدمية المتوَّجة التي امتلكت صوتين في مجلس شورى الملك، ترأسته بالاسم فقط، والتي سُمح لها بتعيين أمراء مرةً واحدة في حياتها، عند تتويجها، زينةً للدولة أكثر من كونها مَلِكًا. في البداية كانت الأداة الحكومة المرهقة والمعقدة هذه تعمل بشكل جيد تحت قيادة رئيس المحكمة العليا الصارم والحذر، الكونت أرفيد هورن. حرصًا منه على عدم توريط بلاده في الخارج، غَيّر هورن السياسة التقليدية للسويد بإبقاء فرنسا بعيدةً وتقريب السويد من مملكة بريطانيا العظمى، التي كان يكنّ لمؤسساتها الليبرالية كل الإعجاب. وبذلك عمّ السلام لعشرين عامًا بعد عشرين عامًا من الحرب، تعافت خلالها البلاد بسرعة كبيرة من جراحها لدرجة أنها بدأت في نسيانها. وبدأ جيل جديد من السياسيين بالظهور.